# 戸澤三雄
戸澤 三雄（とざわ みつお、1923年2月2日 - 1993年4月11日）は、日本の経営者。テルモ社長、会長を務めた。東京都出身。

## 経歴・人物
1942年に帝京商業学校を卒業し、1943年4月に仁丹体温計(現在のテルモ)に入社。1951年5月に取締役に就任し、1953年9月に常務、1966年7月に専務を経て、1971年12月には社長に就任。
1993年4月11日呼吸不全のために死去。70歳没。